# Voloiac
Voloiac là một xã thuộc hạt Mehedinți, România. Dân số thời điểm năm 2002 là 2089 người.